# بادي ماكفرلين
بادي ماكفرلين (بالإنجليزية: Paddy McFarlane)‏ (29 مايو 1932 باسكتلندا في المملكة المتحدة - 25 أكتوبر 2013) هو لاعب كرة قدم نيوزلندي في مركز الوسط. شارك مع منتخب نيوزيلندا لكرة القدم. أما مع النوادي، فقد لعب مع Dunedin Technical ‏.